# Melanomys zunigae
Melanomys zunigae, conocido popularmente como ratón arrozalero de Zúniga, es una especie de roedor de la familia Cricetidae que se encuentra exclusivamente en el departamento de Lima, Perú.

## Distribución geográfica
En la costa y vertiente occidental ocurren los principales endemismos de mamíferos peruanos. Así mismo, a lo largo de la costa central, sobresale el único mamífero endémico del departamento de Lima, el ratón arrozalero de Zúñiga, Melanomys zunigae (Sanborn, 1949), registrado en las lomas de Atocongo y el cerro San Jerónimo por Enrique Zúñiga en 1942. Desde entonces se han realizado esporádicas evaluaciones, no necesariamente dirigidas a su búsqueda, aunque sin ningún registro. Aquel estudio tuvo como objetivo la búsqueda de evidencias de la presencia de M. zunigae en las lomas de Lima, basados en un trampeo no exhaustivo y posteriormente en un análisis de regurgitos de la lechuza de los arenales (Athene cunicularia). Desafortunadamente no se registró ningún individuo de aquella especie; sin embargo, encontraron evidencias que el impacto de la expansión urbana estaría afectando los ensamblajes de mamíferos pequeños en las lomas de Lima. Varios factores pudieron haber determinado la desaparición de M. zunigae. Entre estas se incluyen la destrucción y degradación del hábitat debido al avance urbano, invasión de especies exóticas, la actividad minera, el pastoreo intensivo y el aislamiento de estas lomas (Cano et al., 1999; Kunimoto et al., 2002). La costa occidental de América Sur (5-30° Latitud Sur) está dominada por condiciones desérticas que forman un cinturón continúo e hiper-árido, interrumpido solo por los ocasionales valles fluviales (Dillon, 2005). En estos desiertos ocurre la única vegetación no ribereña conocida como Lomas, que se caracteriza por presentar una cobertura vegetal producto de las precipitaciones esporádicas y de la humedad de las neblinas provenientes del litoral en la época de invierno (Ordóñez y Faustino, 1983; Rundel et al., 1991). Estas formaciones vegetales son aisladas y presentan un alto grado de endemismo (Dillon, 2005). En el Perú, las lomas y los valles de la vertiente occidental constituyen áreas de importancia para los mamíferos debido a la presencia de endemismos (Ascorra et al., 1996; Pacheco, 2002). Una de las especies más resaltantes en estas regiones es Melanomys zunigae (Sanborn, 1949), el único roedor endémico de las lomas del departamento de Lima, se encuentra seriamente amenazado y desafortunadamente no se encontraba protegido en ninguna unidad de conservación (Pacheco, 2002). 
Posteriormente, esta especie fue considerada dentro de la categoría de bajo riesgo y menor preocupación por la UICN (Baillie, 1996); sin embargo, la última categorización de especies amenazadas de fauna silvestre en Perú cambió su estado al de especie en peligro crítico por el Decreto Supremo N° 034-2004-AG.